# Jan Sebastian Dembowski
Jan Sebastian Dembowski herbu Jelita (ur. 1762 r. w Dębowej Górze, zm. 1835 r. w Lubczy) – polski ekonomista i pisarz polityczny, przedstawiciel fizjokratyzmu.
Zaangażowany politycznie, był zwolennikiem Konstytucji 3 maja i brał czynny udział w powstaniu kościuszkowskim w 1794 r. W 1811 r. był posłem na Sejm, gdzie zajmował się głównie sprawami skarbowymi. Od 1815 r. należał do Warszawskiego Towarzystwa Gospodarczo-Rolniczego.
Autor Uwag ogólnych nad rękodziełami stosownie do rolnictwa i handlu mianymi, dodanych do Rzeczy krótkiej o fabryce sukiennej krakowskiej (1791 r.) oraz O podatkowaniu (1791 r.). Wolność i własność prywatną uważał za podstawę porządku społecznego, był zwolennikiem wolnego handlu i konkurencji, przeciwnikiem ingerencji państwa w gospodarkę, uważał wolność i własność dla mieszczan za warunek rozwoju przemysłu. Początkowo uznawał za właściwe opodatkować dochody właścicieli ziemi, jednak z tego poglądu wycofał się w późniejszych latach. Był przeciwnikiem przymusowego zniesienia pańszczyzny, uznając państwo za właściwe jedynie do prowadzenia polityki podatkowej, kredytowej i skupu płodów rolnych w celu stworzenia opłacalnych warunków prowadzenia gospodarki rolnej. W dziedzinie statystyki podał liczbę ludności Polski oraz jej strukturę zawodową i społeczną.
Syn Stefana Dembowskiego i Ewy Tarłówna Dembowskiej. Od 15 października 1793 r. żonaty z Felicjanną Walewską herbu Pierzchała (1760-1846). Para miała synów Romualda i Stefana oraz córki Teresę, Aurelię Amelię i Ewę.